# Heiligenberg (Bruchhausen-Vilsen)
Heiligenberg è una frazione (Ortsteil) del comune di Bruchhausen-Vilsen, nel land della Bassa Sassonia, in Germania.

## Storia
Già comune autonomo nel circondario della contea di Hoya, fu soppresso e incorporato a Homfeld nel 1934; insieme con Homfeld, fu unito a Bruchhausen-Vilsen il 1º marzo 1974.